# Хрипуновы
Хрипуновы — древний дворянский род.
Род записан в VI часть родословной книги Орловской и Курской губерний.
Есть ещё один род Хрипуновых, более позднего происхождения.

## Происхождение и история рода
К великому московскому князю Ивану I Даниловичу Калите, выехал на службу из Золотой Орды Берка, а в святом крещении  наречён Аникою. Один из его потомков, Иван Васильевич, жившего в начале XV века и получившего прозвание «Хрипун», отчего сыновья его стали именоваться «Хрипуновыми». Многие Хрипуновы были в XVI и XVII столетии стольниками и воеводами.

## Описание герба
Щит разделен на четыре части, из них в первой части, в голубом поле, изображен золотой полумесяц, рогами в левую сторону. Во второй части, в красном поле, серебряная подкова, шипами вниз (польский герб Ястржембец). В третьей в золотом поле лук с стрелою, острием обращенною к левому верхнему углу (изм. польский герб Лук). В четвёртой части в серебряном поле находится дерево.
На щите дворянский коронованный шлем. Намёт на щите голубой и красный, подложенный серебром. Герб рода Хрипуновых внесен в Часть 8 Общего гербовника дворянских родов Всероссийской империи, стр. 135.

## Известные представители
- Хрипунов Иван Авксентьевич — дьяк (1598).
- Хрипунов Данила — воевода в Мангазее (1600-1601).
- Хрипунов Осип — воевода в Твери (1608).
- Хрипунов Гаврила Юдич — воевода в Томске (1615-1619). (два раза).
- Хрипунов Федор — воевода в Козмодемьянске (1619), на Белозеры (1626-1628).
- Хрипунов Яков Игнатьевич — воевода в Енисейске (1622-1625).
- Хрипунов Лаврентий — воевода в Шацке (1651-1653).
- Хрипунов Митрофан Иванович — воевода в Телецком (1651), в Ростове (1653).
- Хрипунов Кирилл — воевода в Торжке (1664).
- Хрипунов Петр Петрович — стольник царицы Натальи Кирилловны (1676), стольник (1677).
- Хрипуновы: Иван и Алексей Васильевичи — стольники царицы Натальи Кирилловны (1692).
- Хрипуновы: Ефим и Петр Петровичи — стольники (1676)[2][3].
- Хрипунов Иван — подполковник (1722), воевода в Орловской провинции, пожалован полковником (1726)[1].
- Хрипунов Федор Ефимович (примерно 1695-1767), подполковник. Погребен у стен церкви Покрова Пресвятой Богородицы в селе Покровское Вышневолоцкого уезда (сейчас - Фировского района Тверской области) в родовой семейной могиле-некрополе дворян Хрипуновых-Ярцовых. Могила и надгробный памятник (без надписей) сохранились. Жена - Мария Максимовна, урожденная Хомутова (родилась в 1697 году, умерла 18 апреля 1778 года), погребена рядом с мужем, могила и надгробный памятник не сохранились.